# 奧奈達瓦利 (紐約州)
奧奈達瓦利（英語：Oneida Valley）是位於美國紐約州麥迪遜縣的非建制地區。

## 歷史
奧奈達瓦利的郵局於1824年設立，其後於1907年停運。

## 地理
奧奈達瓦利所處的海拔為高於海平面119米（即390英呎），而該地所採用的時區為UTC-5，即北美东部时区（EST）。同時該地設有夏令時間，為UTC-5調快一小時，即UTC-4（EDT）。